# Мартири ди Пицокалво (Болоња)
Мартири ди Пицокалво (итал. Martiri di Pizzocalvo) је насеље у Италији у округу Болоња, региону Емилија-Ромања.
Према процени из 2011. у насељу је живело 599 становника. Насеље се налази на надморској висини од 137 м.